# Leśniki (Świętajno)

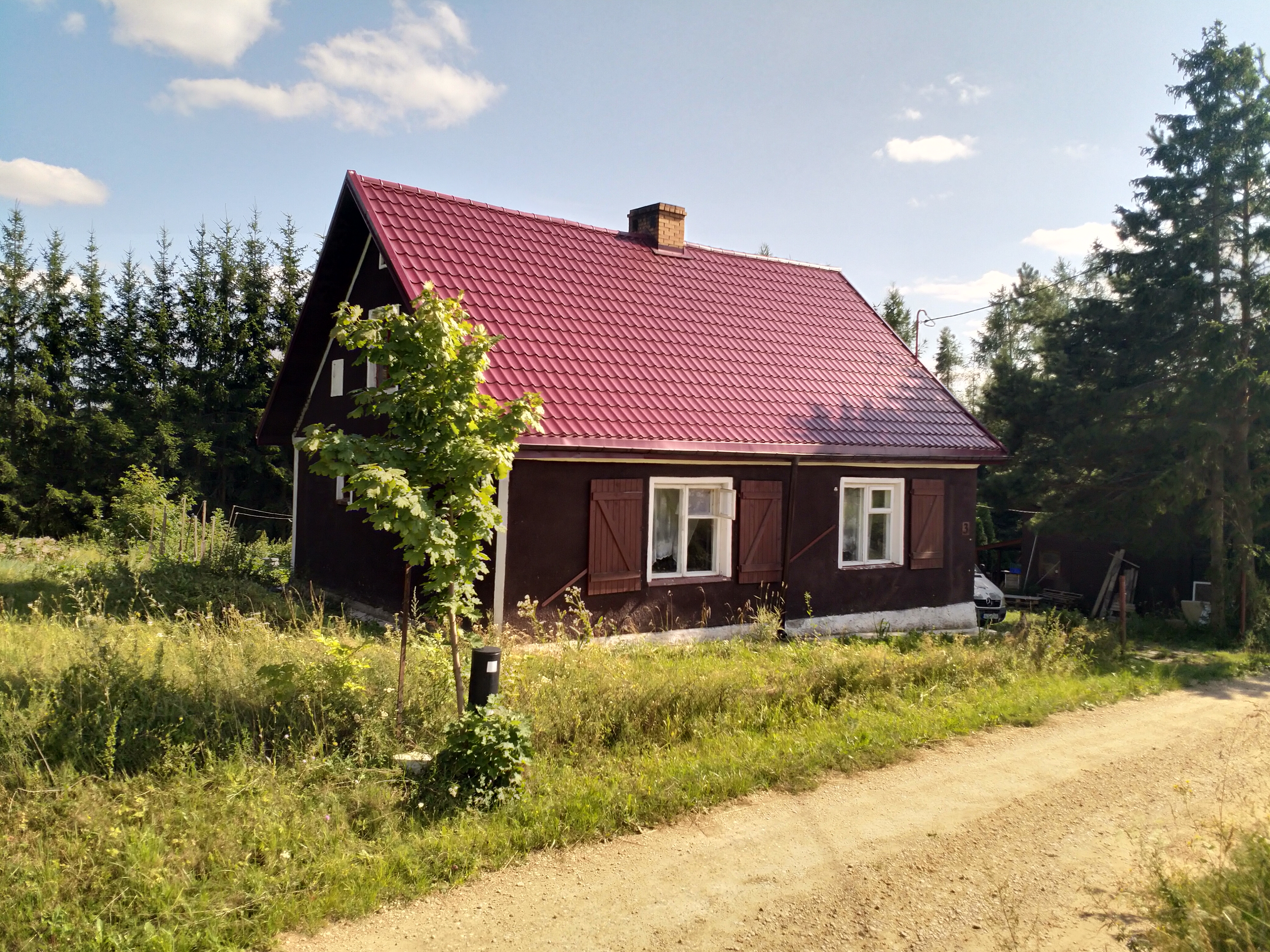
Leśniki (2024)

Leśniki (deutsch Leschnicken, 1938 bis 1945 Kleinheinrichstal) ist ein Dorf in der polnischen Woiwodschaft Ermland-Masuren, das zur Landgemeinde Świętajno (Schwentainen) im Powiat Olecki (Kreis Oletzko, 1933 bis 1945 Kreis Treuburg) gehört.

## Geographische Lage
Leśniki liegt am Nordufer des Gonsker Sees (1938 bis 1945 Herzogskirchener See, polnisch Jezioro Przytulskie) in der östlichen Mitte der Woiwodschaft Ermland-Masuren, 14 Kilometer südwestlich der Kreisstadt Olecko (Marggrabowa, umgangssprachlich auch: Oletzko, 1928 bis 1945 Treuburg).

## Geschichte
Der nach 1785 Leschnigken, vor 1871 Leßnicken und bis 1938 Leschnicken genannte kleine Ort wurde 1562 gegründet und bestand ursprünglich nur aus ein paar kleinen Gehöften. 
Im Jahr 1874 wurde der Ort in den Amtsbezirk Gonsken (polnisch Gąski) eingemeindet, der – 1938 in „Amtsbezirk Herzogskirchen“ umbenannt – bis 1945 bestand und zum Kreis Oletzko (1933 bis 1945 Kreis Treuburg) im Regierungsbezirk Gumbinnen der preußischen Provinz Ostpreußen gehörte.
Im Jahr 1904 verlor der neun Jahre zuvor 86 Einwohner zählende kleine Ort seine Eigenständigkeit und wurde in die Nachbargemeinde Kukowken (1938 bis 1945 Heinrichstal, polnisch Kukówko) eingemeindet.
Aus ideologisch-politischen Gründen der Abwehr fremdländisch klingender Ortsnamen wurde Leschnicken am 3. Juni 1938 in Kleinheinrichstal umbenannt.
In Kriegsfolge kam der Ort 1945 mit dem gesamten südlichen Ostpreußen zu Polen und trägt seitdem die polnische Namensform „Leśniki“. Heute ist er eine Ortschaft im Verbund der Landgemeinde Świętajno (Schwentainen) im Powiat Olecki (Kreis Oletzko, 1933 bis 1945 Kreis Treuburg), vor 1998 der Woiwodschaft Suwałki, seither der Woiwodschaft Ermland-Masuren zugehörig.

## Religionen
Bis 1945 war Leschnicken resp. Kleinheinrichstal in die evangelische Kirche Gonsken in der Kirchenprovinz Ostpreußen der Kirche der Altpreußischen Union und in die katholische Pfarrkirche Marggrabowa (1928 bis 1945 Treuburg) im Bistum Ermland eingepfarrt.
Heute gehört Leśniki zur evangelischen Kirche Ełk (Lyck), einer Filialkirche der Pfarrei Johannisburg (polnisch Pisz) in der Diözese Masuren der Evangelisch-Augsburgischen Kirche in Polen bzw. zur katholischen Kirche Gąski im Bistum Ełk der Römisch-katholischen Kirche in Polen.

## Verkehr
Leśniki ist von Kukówko aus über einen Landweg zu erreichen. 